# Guilherme Tell

Gessler e Tell (1900).

Guilherme Tell (em alemão Wilhelm Tell, em francês Guillaume Tell, em italiano Guglielmo Tell, em romanche Guglielm Tell) foi um herói lendário do início do século XIV, de disputada autenticidade histórica, que se pensa ter vivido no cantão de Uri, na Suíça.
O nome Guilherme Tell surge tipicamente associado à guerra de libertação nacional da Suíça face ao império Habsburgo da Áustria.

## A lenda
Guilherme era conhecido como um especialista no manejo da besta. Na época, os imperadores Habsburgos lutavam pelos domínios de Uri e, para testar a lealdade do povo aos imperadores, Hermann Gessler, um governador austríaco tirano, pendurou num poste um chapéu com as cores da Áustria, numa praça de Altdorf. Todos que por lá passassem teriam de fazer uma saudação respeitosa como prova de sua submissão. O chapéu era guardado por soldados que se certificariam que as ordens do governador fossem cumpridas.
Um dia, Guilherme e seu filho passaram pela praça e não saudaram o chapéu. Prenderam-no imediatamente e levaram-no à presença do governador que, reconhecendo-o, o fez, como castigo, disparar a besta a uma maçã na cabeça do filho. Tell tentou demover Gessler, sem sucesso; o governador ameaçaria ainda matar ambos, caso não o fizesse.
Tell foi assim trazido para a praça de Altdorf, escoltado por Gessler e os seus soldados. Era o dia 18 de Novembro de 1307 e a população amontoava-se na expectativa de assistir ao castigo (e, sobretudo, ao seu culminar). O filho de Guilherme foi atado a uma árvore, e a maçã foi colocada na sua cabeça. Contaram-se 50 passos. Tell carregou a besta, fez pontaria calmamente e disparou. A seta atravessou a maçã sem tocar no rapaz, o que levaria a população a aplaudir os dotes do corajoso arqueiro.
Não obstante, Guilherme trazia uma segunda seta. Gessler, ao vê-la, perguntou por que ele a trazia. Tell hesitou. Gessler, apressando a resposta, assegurou-lhe que se dissesse a verdade, a sua vida seria poupada. Guilherme respondeu: "Seria para atravessar o seu coração, caso a primeira seta matasse o meu filho".
Indignado, Gessler mandou o rebelde para a prisão alegando que dignaria a sua promessa deixando-o viver — mas preso, no castelo de Küsnacht. Guilherme foi levado acorrentado de imediato para um barco em Flüelen, onde esperou que Gessler e seus soldados embarcassem. Não muito distante do porto, deu-se uma tempestade. O Föhn, um vento do Sul, causava ondas tão altas que dificultou a viagem, praticamente arremessando o barco contra as rochas. Os que lá viajavam, assustados, gritaram: "Só Guilherme Tell nos pode salvar!". Gessler libertou Tell, que conduziu barco em segurança ao sopé da Montanha Axenberg, perto de uma rocha chamada Tellsplatte.
Quando amarrou, Tell tirou uma lança a um soldado, saltou do barco e, empurrando-o com os pés, fugiu pelo cantão de Schwyz. Gessler conseguiu sobreviver à tempestade e chegou ao castelo de Küsnacht nessa mesma noite. Tell se escondeu em arbustos num beco que levaria à residência do governador. Assim que Gessler e os seus soldados apareceram, Tell matou-o com uma seta da sua besta, libertando o país da tirania do governador. Segundo a lenda, este evento marcou o início a revolta que ocorreu a 1 de Janeiro de 1308.

## História sobre a lenda

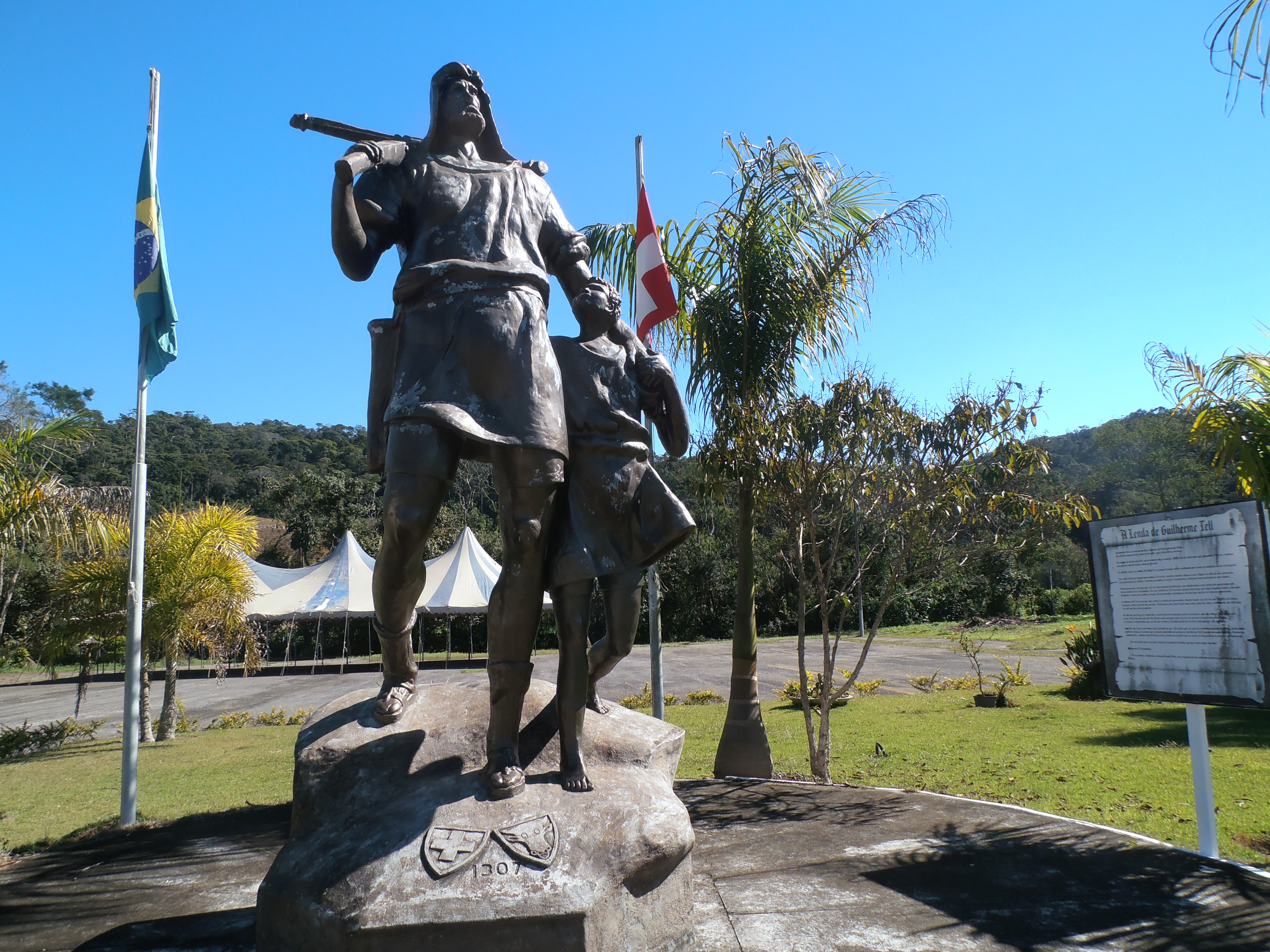
Estátua de Guilherme Tell no Rio de Janeiro

A lenda de Guilherme Tell aparece inicialmente no século XV, em duas versões diferentes. A primeira, encontrada, por exemplo, numa balada popular da década de 1470 e mais tarde nas crónicas de Melchior Russ de Lucerna (1482-1488), retrata Tell como o actor principal das lutas independentistas dos cantões da fundação da Antiga Confederação Suíça; a segunda, encontrada em Weisse Buch von Sarnen de 1470, retrata Tell como uma personagem menor num complô contra a casa dos Habsburgos dirigido por outros. Aegidius Tschudi, um historiador católico conservador, fundiu estas duas perspectivas no mito sumarizado acima, em 1570.
A história de um herói bem-sucedido no tiro contra um pequeno objecto na cabeça de uma criança e posterior assassinato do tirano que o obrigou a fazê-lo, contudo, é um arquétipo presente em vários mitos germânicos. O tema aparece também em outras histórias da mitologia nórdica, em particular na história de Egil, na saga de Thidreks (de Teodorico de Verona, possivelmente com inspirações realistas em Teodorico, o Grande), bem como na de Inglaterra e Holstein. 
Na cultura popular, Guilherme Tell subsiste como um verdadeiro herói. Permanece uma importante figura com quem os suíços se identificam e, de acordo com uma pesquisa recente, 60% da população acredita mesmo que ele tenha existido.
Um possível núcleo histórico da lenda foi sugerido em 1986 por Arnold Claudio Schärer, (Und es gab Tell doch, publicado em Lucerna, ISBN 3-85725-106-2): identificava-se um Guilherme Gorkeit de Tellikon (moderna Dällikon no cantão de Zurique). Gorkeit aparece explicado como uma versão do apelido Armbruster (fabricante de bestas). Apesar dos historiadores não ficarem convencidos, Schärer ainda é por vezes referido pelo direito nacionalístico como para denunciar a rejeição académica da hipótese de uma "conspiração internacionalista" . 